# Os Salafrários
Os Salafrários é um filme de comédia brasileiro, produzido pela Netflix. O filme foi lançado no dia 28 de abril de 2021. A direção é de Pedro Antônio a partir de roteiro de Fil Braz. 

## Sinopse
Clóvis (Marcus Majella) e Lohane (Samantha Schmütz) são irmãos adotivos que se reencontram após anos separados. Clóvis está sendo procurado pela polícia federal após aplicar uma série de golpes e Lohane passa por maus bocados após perder seu trailer pela fiscalização da prefeitura, o qual era sua única fonte de renda. Juntos novamente, eles passam por várias situações enquanto Clóvis foge da polícia. Agora, eles vão precisa superar suas diferenças e falta de intimidade para dar a volta por cima.

## Elenco
- Marcus Majella ... Clóvis
- Samantha Schmütz ... Lohane
- Thelmo Fernandes ... policial federal
- Pablo Sanábio ... recepcionista do hotel

## Lançamento
O filme foi lançado em 28 de abril de 2021 na plataforma da Netflix, ficando em primeiro lugar entre os conteúdos mais assistidos em sua semana de estreia.